# Соляні промисли Донеччини у XVII—XVIII століттях

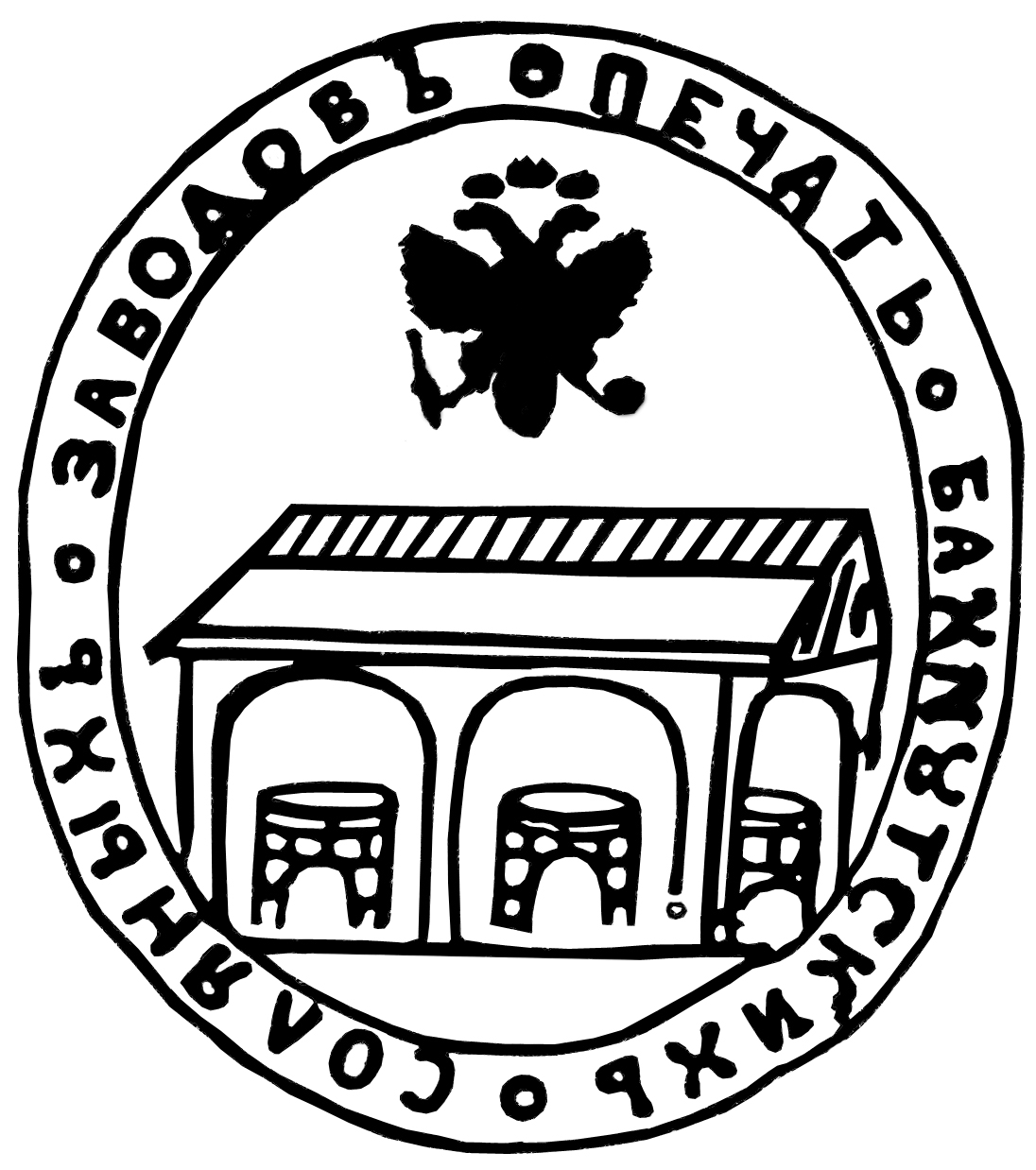
Печатка Бахмутських солепромислів. 18 ст.

Соляні промисли Донеччини у XVII–XVIII ст. — соляні заводи у містах Тор та Бахмут, які активно видобували кам'яну сіль протягом XVII–XVIII сторіч. 
Сучасні історичні дослідження дозволяють стверджувати, що достовірні відомості про постійне солеваріння на Торських соляних озерах (в межах нинішнього м. Слов'янська) можна віднести на кінець XVI ст., а на річці Бахмут (нині, очевидно, через її обміління за нею закріпилася назва Бахмутка) — до останніх років XVII ст., коли, після зруйнування кримськими татарами в 1697 р. соляних варниць на Торі, місцеві жителі стали переселятися на Бахмут і займатися тут солеварінням, оскільки ропа бахмутських підземних джерел, розвіданих козаками Сухарівського юрту в 1683 р., виявилася якіснішою від води торських соляних озер.

## Видобуток до створення заводів
На перших порах як на Торі, так і на Бахмуті сіль виварювалася «вільноварильниками» (приїжджими солеварами — чумаками). Переважно влітку, коли в процесі випаровування озер концентрація ропи підвищувалася, вони приїжджали цілими валками, щоб захиститися від нападів татар, зі своїми робітними людьми, казанами, заготовленими по дорозі дровами і, розташувавшись біля озер табором, варили сіль переважно 2-3 тижні, після чого поверталися додому. Оскільки на одну двоволову мажу, як свідчать джерела, вони завантажували в середньому до 60 пудів солі, то зрозуміло, що вона призначалася не лише для власних потреб, але й надходила на ринок, даючи певний прибуток чумакам. За повідомленнями торських воєвод у 70-х рр. XVII ст. протягом літа на Торські озера приїжджало до 10000 вільноварильщиків, які за той час могли вивезти із промислів до 600000 пудів солі, що в загальній сумі давало чималі прибутки.

## Створення Маяцького острогу
Тому зрозумілою стає вказівка московського уряду після зведення у 1663 р. на правому боці Сіверського Дінця Маяцького острогу про заведення казенного солеваріння на Торі. У 1665 р. казна виварювала тут сіль у 40 котлах, в той час як приїжджі солевари — у 418. 
Обслуговувалися казенні варниці робітними людьми з числа державних селян і козацьких підпомічників слобідських полків та сусідніх повітів Московської держави, в той час як робітні люди вільноварильщиків працювали за грошову або натуральну винагороду. Цим в основному пояснюється активна участь робітних людей казенних соляних заводів у заколоті Івана Брюховецького та повстанні Степана Разіна й зруйнування ними казенних варниць на Торі.

## Передача промислів до казни
У 1704 р., у зв'язку із суперечками між слобідськими та донськими козаками за соляні джерела на Бахмуті, місцеві соляні промисли були передані у відання казни, а в 1715 р. така ж доля спіткала і торські. Однак налагодити постійне виробництво солі й отримувати стабільні прибутки від Торських і Бахмутських соляних заводів казні так і не вдалося до кінця XVIII ст., хоча в окремі періоди вона отримувала не менше 50000 крб. річного прибутку, що становило понад 10% загальних прибутків Російської імперії від продажу казенної солі.
Найбільше казна приділила уваги місцевим соляним промислам наприкінці 30-х — на початку 40-х рр. XVIII ст., узв'язку з недостачею солі на півдні Російської імперії в період російсько-турецької війни 1735–1739 рр. Потреба в солі на Лівобережжі України та в південних провінціях Російської імперії в середині XVIII ст. визначалася в 2000000 пудів. Під керівництвом, призначеного імператрицею Анною Іоаннівною управляючим Торськими і Бахмутськими соляними промислами Готліба Юнкера були побудовані за європейським зразком нові соляні варниці в Торі, проведена часткова реконструкція бахмутських, яка майже вдвічі збільшила продуктивність випарних установок.
Нові варниці суттєво відрізнялися від старих і були пристосовані до роботи в будь-яку пору року. В них сіль виварювали у великих сковородах (чренах). Над чренами були встановлені витяжні труби, а в печах димоходи, завдяки чому ропні пари і дим виводилися з приміщення, що докорінно покращувало умови роботи солеварів. Подача ропи на сковороди здійснювалася за допомогою росолопідйомних машин. Вони із висвердлених в землі колодязів та озер доставляли її в спеціальні басейни, де в процесі випарювання в літні місяці її концентрація підвищувалась, що помітно впливало на збільшення виварки солі на одній сковороді при порівняно меншій затраті дров, а також зменшувало чисельність робітних людей, зайнятих на ручному черпанні ропи.
Однак ці прогресивні нововведення не сподобалися казні, яка намагалася всіма способами економити кошти. Тому уже в 60-х рр., як відмічав академік Гільденштедт, повернулися до старих примітивніших варниць, які були порівняно дешевші, але вимагали більшу кількість робочих рук, котрими, однак, казні все важче ставало забезпечувати промисли.

## Закриття промислів
Відсутність необхідних робочих рук, труднощі в забезпеченні промислів дровами (навколишні ліси були винищені) та в доставці солі до споживачів, а також вільна доставка дешевої кримської солі на місцеві ринки після підписання Кючук-Кайнарджійського договору, спричинили закриття соляних промислів у Торі та Бахмуті за розпорядженням генерал-губернатора Григорія Потьомкіна у 1782 р.

## Історичне значення
Майже безперервне функціонування соляних промислів протягом двох століть мало великий вплив на подальший промисловий розвиток регіону. Фактично вони заклали основи розвитку сучасної соляної промисловості краю. В процесі їх розвитку, особливо в 20-50-х рр. XVIII ст. були проведені перші на території краю геологічні розвідки запасів кам'яного вугілля, яким хотіли замінити дрова при виварці солі (конструкції печей не дозволили цього зробити), виплавці залізної та срібної руди. На базі розвіданих запасів залізної руди в 1748 р. було збудовано перший залізоплавильний завод (функціонував лише 7 років), із продукції якого передбачалося виготовити труби, щоб постачати ропу із бахмутських соляних джерел в район Сухарівської слободи, куди, на берег Сіверського Дінця, планувалось перенести бахмутські варниці, щоб забезпечувати їх дровами. Останні сподівалися сплавляти як по Дінцю, так і по Осколу до самих промислів. Функціонування промислів поклало початок формування робочих кадрів сучасного Донбасу.
Тому цілком обґрунтовано можна твердити, що промислове освоєння Донбасу розпочинається не з вуглевидобутку, а з часу постійного солеваріння на Донеччині. Якщо йдеться про конкретну дату, то за таку можна прийняти документально підтверджений 1600 р., оскільки з цього року, направлені московським царем Борисом Годуновим для зведення укріпленого міста при гирлі Осколу люди опального воєводи Богдана Бельського разом з монахами Святогірського монастиря стали виварювати для своїх потреб сіль на Торі та охороняти промисли від нападів татар.